# Ernst Creutz
Erengisle (Ernst) Larsson Creutz ([ˈkrœjts]
 ( lyssna)), ursprungligen Erengisle Larsson, död i februari 1635, var en svensk landshövding och ståthållare.

## Biografi
Creutz var landshövding i Norrland, Öster- och Västerbottens län. Han var son till slottsfogden Lars Mårtensson och Margareta Arvidsdotter (Wildeman). Han ägde Sarvlaks och Malma (nu Malmgård) i Pernå, samt gods i Livland genom sin hustru. Han adlades med namnet Creutz, och var därmed den förste att använda det släktnamnet. Creutz blev överste vid Tavastehus läns infanteriregemente 1625 och ståthållare i Dorpat 1627.
Creutz gifte sig den 14 mars 1614 med Catharina Hess von Wichdorff, död 1660. De var föräldrar till bland andra sönerna Lorentz Creutz den äldre och Ernst Johan Creutz den äldre, båda landshövdingar.
Creutz blev ihjälslagen av Per Dufva (som tidigare även slagit ihjäl hans bror Mats Larsson år 1609) och begravd i Pernå kyrka under en gravhäll av kalksten med hans och hans hustrus bilder i naturlig storlek.